# Гомельский ГСДЮШОР 8
Гомельский ГСДЮШОР 8 — футбольный стадион в Гомеле, Белоруссия (Сожская улица, 1а). Домашний стадион команд «ДСК-Гомель» (расформирован), «Гомель-2», запасной стадион для ФК «Гомель».
Основной стадион для Бумпром.

## История стадиона
Государственное учреждение Гомельская городская специализированная детско-юношеская школа олимпийского резерва № 8 основана в октябре 1972 года на базе ДЮСШ № 1, с мая 1978 года получила статус Гомельской областной СДЮШОР по футболу, а с сентября 2002 года передана в структуру ОФКСиТ и переименована в ГУ Гомельская городская СДЮШОР № 8.

## Матчи
На стадионе СДЮШОР 8 проводились некоторые матчи ФК «Гомель». Также проводятся матчи дублирующего состава ФК «Гомель» — ФК «Гомель-2».
На спортивной базе ГСДЮШОР № 8 проводятся областные, республиканские соревнования и международные турниры с участием команд России, Польши, Украины, Молдовы, Беларуси, первенства Республики Беларусь среди молодёжных команд в системе лицензирования, игры дублирующего состава футбольного клуба «Гомель», республиканские, областные олимпийские Дни молодёжи, первенства по футболу области и республики среди ДЮСШ и СДЮШОР.
Также спортивная школа обладает современной базой для проведения учебно-тренировочных сборов и спортивно-массовых мероприятий: международных, республиканских турниров, матчей и товарищеских игр.

## Тренировки
На стадионе проводятся тренировки юношеских команд ФК «Гомель».